# NGC 6142
NGC 6142 é uma galáxia espiral (Sb) localizada na direcção da constelação de Corona Borealis. Possui uma declinação de +37° 15' 30" e uma ascensão recta de 16 horas, 23 minutos e 21,0 segundos.
A galáxia NGC 6142 foi descoberta em 30 de Maio de 1791 por William Herschel.